# Ẕ
Das Ẕ (kleingeschrieben ẕ) ist ein Buchstabe des lateinischen Schriftsystems. Er besteht aus einem unterstrichenen Z.
Der Buchstabe wird in der DMG-Umschrift der persischen Sprache verwendet. Dort transliteriert er das arabische Schriftzeichen Zāl, das im Persischen anders als im Arabischen ausgesprochen wird, nämlich als stimmhaftes S (IPA: z).

## Darstellung auf dem Computer
Unicode enthält das Ẕ an den Codepunkten U+1E94 (Großbuchstabe) und U+1E95 (Kleinbuchstabe).
In HTML kann man ein provisorisches Ẕ bilden, indem man den Buchstaben Z mit dem <u>-Tag unterstreicht.